# Muschampia cribrellum
Muschampia cribrellum, selten auch Steppen-Dickkopffalter, ist ein Schmetterling aus der Familie der Dickkopffalter (Hesperiidae).

## Merkmale
Die Vorderflügellänge beträgt 13 bis 16 Millimeter. Muschampia cribrellum hat große Ähnlichkeit mit Muschampia tessellum, ist allerdings etwas kleiner, hat aber größere weiße Flecke. Auf den Vorderflügeln befinden sich zwei Paar Postdiskalflecke in Zelle 1b. Allerdings kann der untere der beiden Flecke abgeschwächt oder reduziert sein. Der weiße Diskalbalken auf der Vorderflügeloberseite, der in Muschampia tesselatum vorhanden ist, fehlt bei Muschampia cribellum. Die Unterseite der Hinterflügel ist olivgelb mit großen weißen Flecken, die teilweise (besonders die Submarginalflecke) zusammenfließen.

## Geographisches Vorkommen und Lebensraum
Muschampia cribrellum ist von Nordungarn, Rumänien, Mazedonien, Bulgarien und über die Ukraine, Südrussland bis zum Altai und dem Amurland verbreitet. Der Falter ist auf trockenen Steppen, auch mit Gebüschen zu finden. In Mazedonien wurde er auf 800 Meter Höhe über NN gefunden.

## Lebensweise
Die Falter fliegen von Mai bis Juni in einer Generation. Für den Altai wird Juni und Juli als Flugzeit der Falter angegeben. Die Raupe frisst vermutlich an Fingerkräutern (Potentilla ssp.)